# Zacharías Papantoníou
Zacharías Papantoníou (grec moderne : Ζαχαριάς Παπαντωνίου ; Karpenísi, février 1877 – Athènes, le 1er février 1940) était un écrivain grec, poète, romancier, journaliste, critique d'art et académicien. Il était partisan de la langue démotique dans la controverse de la question linguistique grecque,.
De 1908 à 1910, il réside à Paris et écrit des articles pour le journal Embrós. Entre 1912 et 1916, il a occupé le poste de préfet de Zante, des Cyclades, de Messénie et de Laconie. 
En 1918, il prend la charge de président de la Pinacothèque nationale d'Athènes,. Il contribue à enrichir la collection d'œuvres de nombreux peintres et graveurs grecs (Nikólaos Gýzis, Konstantínos Maléas, Le Gréco).
En 1938, il est élu membre de l'Académie d'Athènes (section Arts et Lettres).